# Jesús Olmos
Jesús Olmos Moreno, (Chihuahua (Chihuahua), 20 de julho de 1910 - data e local de falecimento desconhecidos) foi um basquetebolista mexicano que integrou a Seleção Mexicana na conquista da Medalha de Bronze na disputa dos XI Jogos Olímpicos de Verão em 1936 realizados em Berlim na Alemanha Nazi.